# Persone di cognome Burke
| Questa pagina contiene informazioni ricavate automaticamente dalle voci biografiche con l'ausilio del template Bio e di un bot. L'aggiornamento è periodico e automatico e ricostruisce completamente la pagina. Se manca una persona in questa lista, sei pregato di non aggiungerla, ma accertati piuttosto che la sua voce biografica contenga il template Bio e che i dati anagrafici siano correttamente compilati. Se il template Bio manca, inseriscilo tu stesso o, in alternativa, metti l'avviso {{tmp\|Bio}} che ne segnala la mancanza. Se i dati riportati sono sbagliati, correggi direttamente la voce biografica; le modifiche saranno visibili in questa lista entro pochi giorni. Per chiarimenti vedi il progetto antroponimi. La lista contiene solo le 84 persone che sono citate nell'enciclopedia e per le quali è stato implementato correttamente il template Bio. Pagina aggiornata al 23 giu 2025. |

Questa è una lista di persone presenti nell'enciclopedia che hanno il cognome Burke, suddivise per attività principale.

## Arcivescovi cattolici(2)
- Lawrence Aloysius Burke, arcivescovo cattolico giamaicano (Kingston, n. 1932 - † 2010)
- Richard Anthony Burke, arcivescovo cattolico irlandese (Clonmel, n. 1949)

## Assassini seriali(1)
- Burke e Hare, serial killer britannico (Urney, n. 1792 - Edimburgo, † 1829)

## Attiviste(1)
- Tarana Burke, attivista statunitense (New York, n. 1973)

## Attori(9)
- Alfred Burke, attore britannico (Peckham, n. 1918 - Barnes, † 2011)
- Billy Burke, attore statunitense (Everett, n. 1966)
- Chris Burke, attore, scrittore e attivista statunitense (Point Lookout, n. 1965)
- David Burke, attore britannico (Liverpool, n. 1934)
- Michael Reilly Burke, attore statunitense (San Anselmo, n. 1964)
- Paul Burke, attore statunitense (New Orleans, n. 1926 - Palm Springs, † 2009)
- Robert John Burke, attore statunitense (New York, n. 1960)
- Tom Burke, attore britannico (Londra, n. 1981)
- Walter Burke, attore statunitense (New York, n. 1908 - Los Angeles, † 1984)

## Attrici(7)
- Marie Burke, attrice britannica (Londra, n. 1894 - Mentone, † 1988)
- Billie Burke, attrice statunitense (Washington, n. 1884 - Los Angeles, † 1970)
- Delta Burke, attrice statunitense (Orlando, n. 1956)
- Kathleen Burke, attrice statunitense (Hammond, n. 1913 - Chicago, † 1980)
- Kathy Burke, attrice e regista teatrale britannica (Camden Town, n. 1964)
- Marylouise Burke, attrice statunitense (Steelton, n. 1941)
- Michelle Burke, attrice statunitense (Ohio, n. 1970)

## Batteristi(1)
- Clem Burke, batterista statunitense (Bayonne, n. 1954 - † 2025)

## Biatleti(1)
- Tim Burke, biatleta statunitense (Paul Smiths, n. 1982)

## Calciatori(9)
- Christopher Burke, ex calciatore scozzese (Glasgow, n. 1983)
- Cory Burke, calciatore giamaicano (Kingston, n. 1991)
- David Burke, ex calciatore inglese (Liverpool, n. 1960)
- Graham Burke, calciatore irlandese (Dublino, n. 1993)
- Mark Burke, ex calciatore inglese (Solihull, n. 1969)
- Marshall Burke, ex calciatore scozzese (Glasgow, n. 1959)
- Oliver Burke, calciatore scozzese (Kirkcaldy, n. 1997)
- Reece Burke, calciatore inglese (Newham, n. 1996)
- Bobby Burke, ex calciatore nordirlandese (Ballymena, n. 1934)

## Cantanti(2)
- Alexandra Burke, cantante e attrice britannica (Islington, n. 1988)
- Solomon Burke, cantante statunitense (Filadelfia, n. 1940 - Haarlemmermeer, † 2010)

## Cardinali(1)
- Raymond Leo Burke, cardinale e arcivescovo cattolico statunitense (Richland Center, n. 1948)

## Cestiste(1)
- Kennedy Burke, cestista statunitense (Burbank, n. 1997)

## Cestisti(2)
- Pat Burke, ex cestista irlandese (Dublino, n. 1973)
- Paul Burke, ex cestista e allenatore di pallacanestro statunitense (Wyncote, n. 1972)

## Compositori(1)
- Sonny Burke, compositore, musicista e produttore discografico statunitense (Scranton, n. 1914 - Los Angeles, † 1980)

## Costumiste(1)
- Kristin M. Burke, costumista statunitense (Orange)

## Criminali(1)
- Jimmy Burke, criminale statunitense (New York, n. 1931 - Buffalo, † 1996)

## Culturisti(1)
- Samson Burke, ex culturista, ex lottatore e ex wrestler canadese (Montréal, n. 1929)

## Danzatrici(1)
- Cheryl Burke, ballerina e personaggio televisivo statunitense (San Francisco, n. 1984)

## Drammaturghi(1)
- Gregory Burke, drammaturgo e sceneggiatore scozzese (Rosyth, n. 1968)

## Esploratori(1)
- Robert O'Hara Burke, esploratore irlandese (Saint Cleram, n. 1820 - Cooper Creek, † 1861)

## Filosofi(1)
- Kenneth Burke, filosofo e critico letterario statunitense (Pittsburgh, n. 1897 - Andover, † 1993)

## Genealogisti(1)
- Henry Farnham Burke, genealogista britannico (n. 1859 - † 1930)

## Giocatori di baseball(2)
- Glenn Burke, giocatore di baseball statunitense (Oakland, n. 1952 - San Leandro, † 1995)
- Greg Burke, ex giocatore di baseball statunitense (Camden, n. 1982)

## Giocatori di football americano(2)
- Kevin Burke, ex giocatore di football americano e allenatore di football americano statunitense (Westlake, n. 1993)
- Randy Burke, ex giocatore di football americano statunitense (Miami, n. 1955)

## Giornalisti(2)
- Greg Burke, giornalista statunitense (Saint Louis, n. 1959)
- Martyn Burke, giornalista, scrittore e sceneggiatore canadese (Toronto, n. 1952)

## Hockeisti su ghiaccio(1)
- Sean Burke, ex hockeista su ghiaccio canadese (Windsor, n. 1967)

## Incisori(1)
- Thomas Burke, incisore e pittore irlandese (Dublino, n. 1749 - Londra, † 1815)

## Militari(1)
- William Burke, VII conte di Clanricarde, militare irlandese (Ballinasloe, n. 1637 - Ahascragh, † 1687)

## Modelle(1)
- Frances Marie Burke, modella e attrice statunitense (Filadelfia, n. 1922 - † 2017)

## Nuotatrici(1)
- Lynn Burke, nuotatrice statunitense (New York, n. 1943)

## Pallanuotisti(1)
- Doug Burke, ex pallanuotista statunitense (Modesto, n. 1957)

## Parolieri(1)
- Johnny Burke, paroliere statunitense (Antioch, n. 1908 - New York, † 1964)

## Pistard(1)
- Steven Burke, ex pistard britannico (Burnley, n. 1988)

## Politici(3)
- Edmund Burke, politico, filosofo e scrittore britannico (Dublino, n. 1729 - Beaconsfield, † 1797)
- Paddy Burke, politico irlandese (Castlebar, n. 1955)
- Richard Burke, politico irlandese (New York, n. 1932 - † 2016)

## Pugili(2)
- James Burke, pugile britannico (Londra, n. 1809 - Londra, † 1845)
- Miles Burke, pugile statunitense (St. Louis, n. 1885 - St. Louis, † 1928)

## Rugbisti a 13(1)
- Matthew Burke, rugbista a 13 e rugbista a 15 australiano (Gosford, n. 1964)

## Rugbisti a 15(2)
- Matt Burke, ex rugbista a 15 e allenatore di rugby a 15 australiano (Sydney, n. 1973)
- Paul Burke, rugbista a 15 e allenatore di rugby a 15 irlandese (Londra, n. 1973)

## Scacchisti(1)
- John M. Burke, scacchista statunitense (New Jersey, n. 2001)

## Sceneggiatori(1)
- Edwin J. Burke, sceneggiatore e commediografo statunitense (Albany, n. 1889 - New York, † 1944)

## Sciatrici freestyle(1)
- Sarah Burke, sciatrice freestyle canadese (Barrie, n. 1982 - Salt Lake City, † 2012)

## Scrittori(2)
- James Lee Burke, scrittore statunitense (Houston, n. 1936)
- Shannon Burke, scrittore e sceneggiatore statunitense (Wilmette, n. 1966)

## Scrittrici(2)
- Alafair Burke, scrittrice e magistrato statunitense (Fort Lauderdale, n. 1969)
- Jan Burke, scrittrice statunitense (Houston, n. 1953)

## Storici(1)
- Peter Burke, storico britannico (Stanmore, n. 1937)

## Truccatrici(1)
- Michèle Burke, truccatrice irlandese (Kildare, n. 1959)

## Velociste(1)
- Barbara Burke, velocista britannica (Norwood, n. 1917 - Johannesburg, † 1998)

## Velocisti(1)
- Tom Burke, velocista statunitense (Boston, n. 1875 - Boston, † 1929)

## Vescovi cattolici(2)
- Joseph Aloysius Burke, vescovo cattolico statunitense (Buffalo, n. 1886 - Roma, † 1962)
- Thomas Burke, vescovo cattolico irlandese (Dublino, n. 1709 - Kilkenny, † 1776)

## Violinisti(1)
- Kevin Burke, violinista irlandese (Londra, n. 1950)

## Wrestler(1)
- Elijah Burke, wrestler statunitense (Jacksonville, n. 1981)

## Senza attività specificata(1)
- Tim Burke, effettista britannico (Newcastle upon Tyne, n. 1965)